# Cnemidocarpa areolata
Cnemidocarpa areolata is een zakpijpensoort uit de familie van de Styelidae. De wetenschappelijke naam van de soort is voor het eerst geldig gepubliceerd in 1878 door Heller.